# Mark Beckman
James Mark Beckman (ur. 19 października 1962 w Lawrenceburgu) – amerykański duchowny katolicki, biskup Knoxville od 2024. 

## Życiorys
13 lipca 1990 otrzymał święcenia kapłańskie i został inkardynowany do diecezji Nashville. Był m.in. dyrektorem wydziału kurialnego ds. młodzieży, a także proboszczem parafii w Franklin oraz w Nashville.
7 maja 2024 papież Franciszek mianował go biskupem diecezji Knoxville. 
26 lipca 2024 otrzymał święcenia biskupie z rąk arcybiskupa Sheltona Fabre.  